# Чебинка (река, впадает в Онежское озеро)
Чебинка (устар. Чеба) — река в России, протекает в Кондопожском районе Карелии. Впадает в Чеболакшскую губу Онежского озера. Длина реки — 20 км.

## Данные водного реестра
По данным государственного водного реестра России относится к Балтийскому бассейновому округу, водохозяйственный участок реки — Бассейн Онежского озера без рр. Шуя, Суна, Водла и Вытегра, речной подбассейн реки — Свирь (включая реки бассейна Онежского озера). Относится к речному бассейну реки Нева (включая бассейны рек Онежского и Ладожского озера).
Код объекта в государственном водном реестре — 01040100612102000015372.